# Sathya Sridharan
Sathya Sridharan est un acteur américain né le 29 novembre 1986 à Saint-Louis au Missouri.

## Filmographie

### Cinéma
- 2015 : Tourists : Ben
- 2016 : Dastaar
- 2016 : Open Roads : Lyle
- 2016 : Cohab : un homme d'affaires
- 2017 : Bikini Moon : Krishna
- 2019 : All the Little Things We Kill : Seth
- 2020 : Premise : Ethan
- 2020 : The Big Ask : Rohit
- 2020 : Minor Premise : Ethan Kochar
- 2022 : The Chill of Loneliness : Ben Santhanaraj
- 2022 : The Whale : Dan le livreur de pizza
- 2023 : Le Meilleur : Coach Ani
- 2024 : Black and White and Red All Over : Shappley Orr
- 2024 : Ben and Suzanne, A Reunion in 4 Parts : Ben Santhanaraj

### Télévision
- 2014 : Madam Secretary : un technicien de la NSA (1 épisode)
- 2016 : Younger : Dr Sirpal (1 épisode)
- 2017 : Blacklist : Bigsie Patel (1 épisode)
- 2017 : Blindspot : Nikhil Thakker (1 épisode)
- 2019 : The Tick : Trooper Hooper (1 épisode)
- 2019 : Elementary : Amir (1 épisode)
- 2019 : Succession : Gavin (1 épisode)
- 2020 : Prodigal Son : Dev (1 épisode)
- 2020 : Murderville : Howard Reginald Edwards III (1 épisode)
- 2021 : Bonding : Cameron (1 épisode)
- 2022 : Little America : Rehan Ariyasinghe (1 épisode)
- 2023 : Kaleidoscope : Rajiv Reddy (3 épisodes)